# Arcos de las Salinas (kommunhuvudort)
Arcos de las Salinas är en kommunhuvudort i Spanien.   Den ligger i provinsen Provincia de Teruel och regionen Aragonien, i den östra delen av landet, 230 km öster om huvudstaden Madrid. Arcos de las Salinas ligger 1 324 meter över havet och antalet invånare är 126.
Terrängen runt Arcos de las Salinas är kuperad. Runt Arcos de las Salinas är det mycket glesbefolkat, med 2 invånare per kvadratkilometer. Närmaste större samhälle är Alpuente, 13,0 km söder om Arcos de las Salinas. 